# Kamel Larbi
Kamel Larbi –en árabe, كامل العربي– (nacido el 5 de marzo de 1976) es un deportista argelino que compitió en judo. Ganó tres medallas de oro en el Campeonato Africano de Judo en los años 1996 y 1997.

## Palmarés internacional
| Campeonato Africano | Campeonato Africano    | Campeonato Africano | Campeonato Africano |
| Año                 | Lugar                  | Medalla             | Categoría           |
| ------------------- | ---------------------- | ------------------- | ------------------- |
| 1996                | Sudáfrica (Sudáfrica)  | Medalla de oro      | +95 kg              |
| 1997                | Casablanca (Marruecos) | Medalla de oro      | +95 kg              |
| 1997                | Casablanca (Marruecos) | Medalla de oro      | Abierta             |